# Colcheia

Duas colcheias (abaixo e acima da terceira linha) e sua pausa correspondente

Colcheia (♪) é a figura musical cuja duração é de 1/8 de uma semibreve ou metade de uma semínima.
A colcheia é representada por uma elipse (conhecida como "cabeça da nota"), preenchida com haste e uma bandeirola (também conhecida como "colchete"). Quando a nota é escrita até a terceira linha da pauta a haste fica à direita da nota e virada para cima. Quando a nota está acima da terceira linha, a haste fica à esquerda da nota e virada para baixo. A bandeirola sempre fica à direita da haste
A pausa com duração de colcheia é uma linha curta na diagonal, com uma bandeirola.

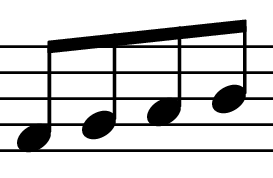
Quatro colcheias agrupadas

Quando há mais de uma colcheia na seqüência elas são agrupadas para facilitar a leitura. O agrupamento é feito mantendo a figura e sua haste e substituindo a bandeirola por uma linha de união entre as hastes. Quando a maior parte das notas do grupo está abaixo da terceira linha, o agrupamento é feito acima da nota. Quando a maior parte está acima da terceira linha o agrupamento é feito abaixo das notas. Em geral o agrupamento é feito de forma a compor uma unidade de tempo (duas colcheias em compassos 2/4, 3/4 ou 4/4, três colcheias em compassos compostos - 6/8, 9/8 ou 12/8 e quatro colcheias em compassos 2/2 ou 4/2).
A Contagem Silábica para duas colcheias agrupadas é TÁ-TEI. Em compassos compassos compostos, para 3 colcheias unidas, lê-se TÁ-PI-TI.